# Airtight Games
Az Airtight Games egy független videójáték-fejlesztő cég, amelyet 2004-ben alapítottak a FASA Studio és a Will Vinton Studios játékstúdiók, valamint a Microsoft egykori alkalmazottjai. A vállalat vezetői közé tartozik Jim Deal elnök és kreatív igazgató, Matt Brunner művészeti vezető, Jared Noftle műszaki igazgató és Ed Fries társalapító. Első játékuk 2010-ben jelent meg Dark Void címen Microsoft Windows, PlayStation 3 és Xbox 360 platformokra.

## Videójátékaik
| Év   | Cím                    | Platform | Platform | Platform | Platform | Platform | Platform | Platform |
| Év   | Cím                    | And      | iOS      | PS3      | Win      | X360     | PS4      | XBO      |
| ---- | ---------------------- | -------- | -------- | -------- | -------- | -------- | -------- | -------- |
| 2010 | Dark Void              | Nem      | Nem      | Igen     | Igen     | Igen     | Nem      | Nem      |
| 2012 | Quantum Conundrum      | Nem      | Nem      | Igen     | Igen     | Igen     | Nem      | Nem      |
| 2012 | Pixld                  | Nem      | Igen     | Nem      | Nem      | Nem      | Nem      | Nem      |
| 2013 | DerpBike               | Nem      | Igen     | Nem      | Nem      | Nem      | Nem      | Nem      |
| 2014 | Soul Fjord             | Igen     | Nem      | Nem      | Nem      | Nem      | Nem      | Nem      |
| 2014 | Murdered: Soul Suspect | Nem      | Nem      | Igen     | Igen     | Igen     | Igen     | Igen     |